# Kojetín (Havlíčkův Brod-i járás)
Kojetín település Csehországban, a Havlíčkův Brod-i járásban.  Lakosainak száma 175 fő (2024. január 1.).

## Népesség
A település lakosságának változását az alábbi diagram mutatja:
| Lakosok száma | 448  | 475  | 410  | 285  | 215  | 163  | 158  | 157  | 162  | 175  |
|               | 1869 | 1890 | 1921 | 1950 | 1980 | 2001 | 2017 | 2019 | 2022 | 2024 |